# Solingen
Solingen (pronunciación en alemán: /ˈzoːlɪŋən/ⓘ) es una ciudad de Alemania integrada en el sector administrativo de Düsseldorf, en Renania del Norte-Westfalia, y situada en las inmediaciones de Wuppertal y Remscheid. Ocupa un área de 89,45 km² y cuenta con 164 543 habitantes (diciembre de 2003). Conocida internacionalmente por la calidad de su acero, famoso para la  elaboración de cuchillos, navajas y tijeras que se fabrican aquí.
A Solingen se le conoce a menudo como "la ciudad de los cuchillos y navajas" o "ciudad con alma de acero", ya que a lo largo del tiempo se le ha reconocido por su excelencia en la fabricación de espadas, cuchillos, tijeras y navajas de afeitar de grandes firmas como DOVO Solingen, Böker, Wüsthof, J.A. Henckels, Eickhorn Solingen, entre muchas otras. Wilkinson Sword también tiene basada su fabricación en Solingen.
En tiempos medievales, los espaderos de Solingen acuñaron su imagen al pueblo y se ha conservado hasta nuestros días. En Solingen se fabrican el 90 % de los cuchillos y navajas del país.

## Historia
Solingen fue mencionada por primera vez en el año 1067, por un cronista que llamó al área: "Solonchon". Las primeras variaciones del nombre fueron "Solengen", "Solungen" y "Soleggen". Sin embargo, el nombre actual parece estar desde finales del siglo XIV y principios del siglo XV.

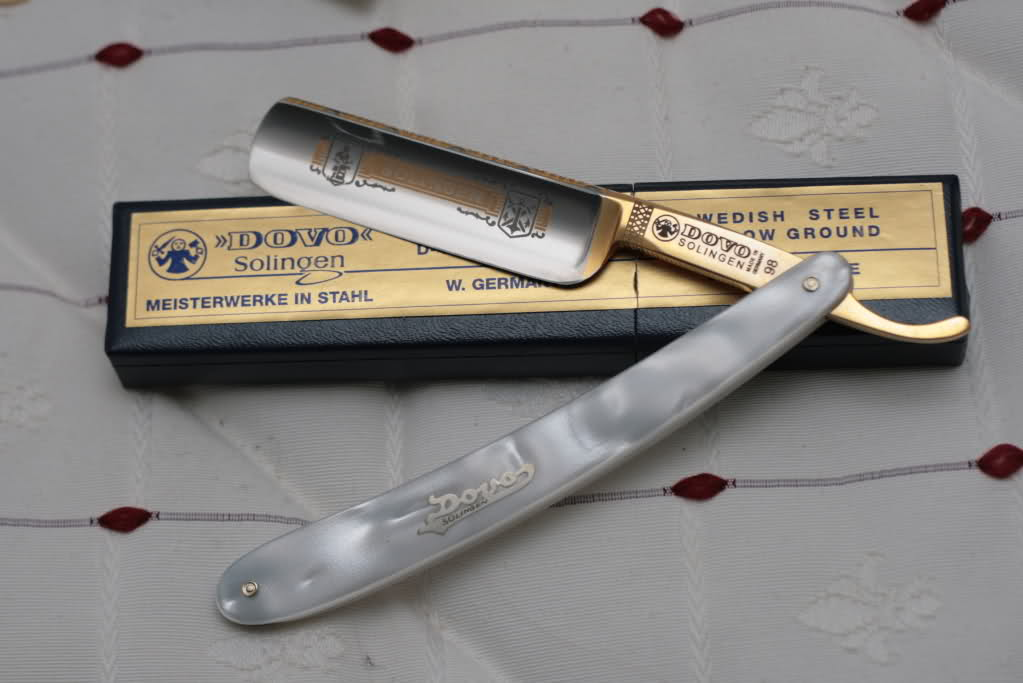
Navaja de afeitar con decoraciones de oro real fabricada en Solingen.

Ha sido el lugar de forjadores de hierro desde hace 2000 años, agregándole fama a Solingen como un centro de herrería en el norte de Europa. Las espadas de Solingen se han hecho presentes en los reinos anglo-sajones y las islas británicas. El norte de Europa le ha tenido gran estima al armamento fabricado en Solingen, el cual ha sido comercializado a través de todo el continente. Hoy en día, Solingen sigue siendo la capital de la cuchillería alemana.

## Barrios
La ciudad tiene cinco barrios:
- Gräfrath
- Wald
- (Solingen-)Mitte
- Ohligs/Aufderhöhe/Merscheid
- Höhscheid/Burg

## Ciudades hermanas
Solingen está hermanada con las siguientes ciudades:
- Złotoryja (Polonia, desde 1955)
- Gouda (Países Bajos, desde 1957)
- Chalon-sur-Saône (Francia, desde 1960)
- Blyth (Reino Unido, desde 1962)
- Jinotega (Nicaragua, desde 1985)
- Ness Ziona (Israel, desde 1986)
- Thiès (Senegal, desde 1990)
- Aue (Alemania, desde 1990)
- Concepción del Uruguay (Argentina, desde 2005)